# Morlancourt
Morlancourt is een gemeente in het Franse departement Somme (regio Hauts-de-France) en telt 318 inwoners (1999). De plaats maakt deel uit van het arrondissement Péronne.

## Geografie
De oppervlakte van Morlancourt bedraagt 12,0 km², de bevolkingsdichtheid is 26,5 inwoners per km².
De onderstaande kaart toont de ligging van Morlancourt met de belangrijkste infrastructuur en aangrenzende gemeenten.

## Demografie
Onderstaande figuur toont het verloop van het inwonertal (bron: INSEE-tellingen).

## Britse oorlogsbegraafplaatsen
Op het grondgebied van de gemeente bevinden zich de Britse militaire begraafplaatsen Morlancourt British Cemetery No.1 en Morlancourt British Cemetery No.2.

## Geboren in
Louis Friant (1758-1829), Frans generaal